# Carmen Valero
Carmen Valero (María Carmen Valero Omedes; * 4. Oktober 1955 in Castelserás, Provinz Teruel; † 2. Januar 2024 in Sabadell) war eine spanische Mittel- und Langstreckenläuferin, die ihre größten Erfolge im Crosslauf hatte.

## Leben
Sie wurde zwischen 1972 und 1978 siebenmal in Folge spanische Meisterin im 1500-Meter-Lauf, außerdem holte sie drei nationale Titel über 800 Meter (1974–1976), vier über 3000 Meter (1974–1976, 1978), einen über 5000 Meter (1986) und acht im Crosslauf (1973–1978, 1982, 1987). 1973 und 1977 wurde sie in der Halle spanische Meisterin über 1500 Meter. Ihre spanischen Rekorde über 800, 1500 und 3000 Meter hatten bis weit in die 1980er Jahre hinein Bestand.
Nachdem sie bei den Crosslauf-Weltmeisterschaften 1975 Bronze gewonnen hatte, holte sie 1976 und 1977 Gold. Bei den Olympischen Spielen 1976 in Montreal war sie die erste Leichtathletin überhaupt, die von Spanien entsandt wurde, schied aber sowohl über 800 wie auch über 1500 Meter im Vorlauf aus.
Valero verstarb am 2. Januar 2024 an den Folgen eines Schlaganfalls.

## Bestzeiten
- 800 m: 2:04,12 min, 10. Juli 1976, Zürich
- 1500 m: 4:08,34 min, 8. Juni 1976, Düsseldorf
- 3000 m: 9:00,9 min, 18. Juni 1978, Sittard
- 5000 m: 16:42,5 min, 7. April 1985, San Sebastián